# Zabíjení u center pomoci v Pásmu Gazy
Zabíjení u center pomoci v Pásmu Gazy označuje zabíjení Palestinců způsobené Izraelskými obrannými sila (IOS) a jejich spojenci, které začalo 27. května 2025 v blízkosti centra distribuce humanitární pomoci v Rafahu v Pásmu Gazy. Během těchto incidentů izraelské síly střílely na davy tisíců Palestinců, kteří se pokoušeli získat pomoc z nově zřízených míst pro distribuci humanitární pomoci, které provozuje Spojenými státy podporovaná Humanitární nadace pro Pásmo Gazy (anglicky Gaza Humanitarian Foundation, GHF).[chybí lepší zdroj] Po Palestincích stříleli taktéž američtí kontraktoři najatí GHF. Nejméně v jednom případě se na útocích měli podílet Izraelem podporované Lidové síly. Koncem června 2025 izraelský deník Ha'arec informoval, že jednotky IOS dostaly rozkaz střílet na neozbrojené davy, aby je „držely dál od center distribuce potravin“.
K prvnímu incidentu došlo hned první den operací GHF po 11týdenní izraelské blokádě, která začala v březnu 2025 a která výrazně omezila distribuci humanitární pomoci v Pásmu Gazy a prohloubila humanitární krizi. Podle OSN bylo při pokusu o dosažení oblastí distribuce pomoci do začátku srpna zabito 1300 lidí. Dalších více než 4 800 jich bylo podle Ministerstva zdravotnictví v Gaze zraněno.
Americká nezisková organizace Centrum pro ústavní práva považuje za možné, že GHF může nést právní odpovědnost za spoluúčast na válečných zločinech, zločinech proti lidskosti a genocidě Palestinců. OSN a více než 170 charitativních a nevládních organizací, včetně organizací Save the Children a Oxfam, obviňují GHF z nedodržování a dokonce i porušování humanitárních norem tím, že nutí dva miliony Palestinců žít v přelidněných a militarizovaných zónách a vystavuje žadatele o humanitární pomoc téměř každodenním útokům, a požadují, aby GHF a jeho program byly okamžitě uzavřeny.

## Pozadí
Humanitární nadace pro Pásmo Gazy (GHF) je organizace se sídlem v Delaware, založená v únoru 2025, kterou podporuje jak Trumpova administrativa, tak izraelská vláda jako alternativu k distribuci humanitární pomoci Organizaci spojených národů během války v Pásmu Gazy. Stalo se tak po obviněních Izraele i Spojených států, že Hamás krade pomoc, což skupina popřela. Společnost GHF zahájila provoz 26. května 2025 v novém distribučním centru v Rafahu.
Lokality GHF jsou zabezpečeny americkými kontraktory, zejména společností Safe Reach Solutions (SRS), přičemž u perimetru hlídkují izraelští vojáci. Lokality jsou oploceny, ploty směrují Palestince do staveb připomínající vojenské základny, obklopené velkými písečnými náspy. Od Palestinců se očekává, že pro přístup k potravinám projdou kontrolou totožnosti a prověřováním na napojení na Hamás. OSN odsoudila plán GHF a trvala na tom, že nebude fungovat podle žádného schématu, které by selhávalo v dodržování humanitárních principů.

## Hlavní incidenty
| Datum          | Počet zabitých | Počet zraněných |
| -------------- | -------------- | --------------- |
| 27. května     | 10             | 62              |
| 31. května     | 17             | 86              |
| 1. června      | 32             | 250             |
| 2. června      | 3              | 35              |
| 3. června      | 27             | 90              |
| 6. června      | 8              | 61              |
| 7. června      | 6              |                 |
| 8. června      | 12             | 29              |
| 9. června      | 14             |                 |
| 10. června     | 36             | 207             |
| 11. června     | 25             |                 |
| 12. června     | 6              |                 |
| 13.-14. června | 29             | 380             |
| 15. června     | 22             |                 |
| 16. června     | 22             |                 |
| 17. června     | 59             | 221             |
| 18. června     | 12             | 72              |
| 19. června     | 12             | 60              |
| 20. června     | 23             | 100             |
| 21. června     | 8              |                 |
| 22. června     | 6              |                 |
| 24. června     | 40             |                 |
| 26. června     | 3              |                 |
| 27. června     | 10             |                 |
| 30. června     | 23             |                 |
| 2. července    | 24             |                 |
| 3. července    | 45             |                 |
| 5. července    | 23             |                 |
| 11. července   | 10             |                 |
| 12. července   | 30             |                 |
| 16. července   | 21             |                 |
| 19. července   | 32             |                 |

### 27. květen 2025
Dne 27. května 2025 zahájila GHF distribuci pomoci v distribučním centru v uprchlickém táboře Tel al-Sultan v Rafahu pod dohledem IOS. Tisíce hladovějících Palestinců se shromáždily, aby si převzaly balíčky s potravinami. Velký dav, včetně žen a dětí, vedl k chaosu, protože lidé přelézali ploty a prodírali se přeplněnými chodbami, aby se dostali k zásobám. V důsledku chaosu GHF uvedla, že američtí soukromí kontraktoři byli nuceni se stáhnout, což umožnilo některým obyvatelům Gazy „bezpečně přijmout pomoc a rozptýlit se“.
Tiskový úřad vlády Gazy uvedl, že izraelské tanky zahájily palbu na dav, což mělo za následek nejméně tři úmrtí a 48 zraněných, a označil to za „úmyslný masakr“ a „plnohodnotný válečný zločin“. Později byl tento počet aktualizován na 10 mrtvých a 62 zraněných. IOS naopak popřela, že by na Palestince střílela, ale tvrdila, že spíše vypálila „varovné výstřely“ ve vnější oblasti. Izrael tvrdil, že tak učinil, aby získal „kontrolu nad situací“. Izraelskou verzi však vyvrátil mluvčí OSN, který trval na tom, že „většina zraněných je způsobena střelnými zbraněmi“ Izraelských obranných sil.
Na videích z události jsou zachyceni lidé, jak v panice utíkají z distribučního centra, zatímco v dálce je slyšet střelba. Také ukazují vojenský vrtulník odpalující světlice z nebe.

### 1. červena 2025
1. června 2025 bylo izraelskými tanky a střelbou zabito 32 Palestinců a nejméně 250 jich bylo zraněno, když se shromažďovali a pomoc v Rafahu. Palestinský červený půlměsíc uvedl, že jeho záchranáři z oblasti vyzvedli nejméně 23 mrtvých Palestinců a dalších 23 zraněných. Podle pohotovosti nemocnice Nasser bylo do nemocnice převezeno 150 zraněných a 28 mrtvých těl. Zranění vypověděli Lékařům bez hranic, kteří v nemocnici Nasser působí, že byli „ostřelováni ze všech stran drony, vrtulníky, loděmi, tanky a izraelskými vojáky na zemi.”
GHF v reakci na tyto zprávy tvrdila, že byly „nepravdivé a vykonstruované“. Izraelské obranné síly také označily zprávy za „nepravdivé“ a popřely, že by střílely „uvnitř nebo v blízkosti“ centra pro distribuci pomoci.
Podle vyšetřování CNN, která analyzovala záběry z místa střelby, odpovídala kadence střelby a kulky nalezené v obětech kulometu FN MAG, který je používán na tancích izraelské armády. Izraelský deník Ha'arec 5. června uvedl: „Svědectví civilistů z Gazy, videozáznamy a nesrovnalosti v oficiálních prohlášeních IOS posilují tvrzení, že střelbu, (...) provedli izraelští vojáci – nikoli palestinští ozbrojenci, jak původně tvrdili izraelští představitelé.”

### 3. června 2025
Dne 3. června bylo zabito nejméně 27 civilistů a dalších 90 bylo zraněno poté, co izraelská armáda uvedla, že její síly zahájily palbu na skupinu osob, které opustily vyhrazené přístupové cesty poblíž distribučního centra v Rafahu. Mezinárodní výbor Červeného kříže potvrdil přijetí 184 pacientů ve své polní nemocnici v Rafahu, 18 z nich bylo mrtvých v době přejí a 8 dalších zemřelo na následky zranění – většina z nich utrpěla střelná zranění. Pacienti, kteří byli při vědomí uvedli, že byli zraněni při pokusu získat humanitární pomoc.

### 8. června 2025
Palestinští zdravotničtí úředníci 8. června uvedli, že nejméně dvanáct lidí bylo zabito a 29 dalších zraněno izraelskou palbou kolem 6:40 ráno, když se lidé vydali ke dvěma místům výdeje pomoci provozovaným izraelskou a americkou skupinou. Izraelská armáda uvedla, že vypálila varovné výstřely na osoby, které podle ní byly podezřelé, jež se poblížily jejím silám a ignorovaly varování, aby se odvrátily, ale nezaznamenala žádné oběti. Jedenáct těl bylo převezeno do nemocnice Nasser v Chán Júnis, zatímco další tělo a 29 zraněných bylo převezeno do nemocnice Al-Avda v Džabálii. Palestinští svědci uvedli, že na ně izraelské síly střílely na kruhovém objezdu, který je asi kilometr od místa v nedalekém městě Rafah.

### 11. června 2025
11. června bylo v noci poblíž centra distribuce potravin GHF zabito dalších 25 lidí. Izraelská vláda opět tvrdí, že na „podezřelé“ střílela varovnými výstřely, zatímco Palestinská civilní obrana tvrdí, že IOS zahájila palbu. Podle nemocnice Nasser bylo IOS zabito dalších čtrnáct lidí poblíž centra GHF. Humanitární nadace pro Pásmo Gazy mezitím obvinila Hamás ze zabití osmi jeho humanitárních pracovníků, zranění 21 dalších a možného zajetí některých rukojmí při útoku na autobus s více než dvěma desítkami jeho palestinských zaměstnanců západně od Chán Júnis. Policejní síly v pásmu Gazy, které provozuje Hamás, tvrdily, že jejich jednotka Sahm zabila 12 ozbrojenců Lidových sil podporovaných Izraelem, a zveřejnily video údajně ukazující jejich těla. Lidové síly mezitím tvrdily, že zabily pět ozbrojenců Hamásu.

### 17. června 2025
Podle palestinského ministerstva zdravotnictví izraelské jednotky 17. června zabily 59 lidí a zranily 221 dalších. Svědci uvedli, že izraelští vojáci, tanky a drony stříleli na civilisty a nejméně dva izraelské granáty dopadly doprostřed davu. Útoky popsali jako „masakr“. Lékaři bez hranic potvrdili přijetí 59 mrtvých těl v nemocnici Nasser. Jednalo se o nejkrvavější incident, ke kterému došlo poblíž center pro distribuci humanitární pomoci v Chán Júnis v Pásmu Gazy. Izraelské obranné síly přiznaly střelbu v oblasti a vydaly prohlášení, že „podrobnosti incidentu jsou předmětem přezkumu.“

## Reakce
Generální komisař UNRWA Philippe Lazzarini incident odsoudil jako „nedůstojný“ a „nebezpečný“ a také jako „odvedení pozornosti od zvěrstev“. Mluvčí úřadu OSN pro koordinaci pomoci Jens Laerke také kritizoval plán GHF jako „odvedení pozornosti od toho, co je skutečně potřeba, tedy znovuotevření všech hraničních přechodů do Gazy, bezpečné prostředí v Gaze a rychlejší usnadnění povolení a konečného schválení všech nouzových zásob, které máme těsně za hranicemi.“
Lékaři bez hranic uvedli, že při útocích přijali zraněné osoby, zabíjení označili jako „masakr maskovaný jako humanitární pomoc“ a uvedli, že „spolu s příkazy k vysídlování a bombardovacími kampaněmi, které zabíjejí civilisty, může zneužívání pomoci jako zbraně tímto způsobem představovat zločiny proti lidskosti“.
V červenci 2025 Amnesty International vydala zprávu, ve které tvrdí, že důkazy sesbírané touto organizací naznačují, že Izrael nadále využívá hladovění jako způsob vedení války během militarizované distribuce humanitární pomoci GHF a úmyslně tak nastavuje životní podmínky směřující k fyzickému zničení Palestinců jako součást probíhající genocidy.